# John Doe (televisieserie)
John Doe is een Amerikaanse sciencefictiontelevisieserie, die werd uitgezonden door de Amerikaanse zender FOX in 2002 en 2003. De hoofdrol is voor Dominic Purcell, die later nog bekender werd als een van de hoofdrolspelers van de televisieserie Prison Break. In totaal zijn er 21 afleveringen gemaakt.
In Nederland werd de serie uitgezonden door Yorin vanaf 3 maart 2003. In België werd de serie uitgezonden vanaf 11 december 2005 door KanaalTwee. In België was de serie oorspronkelijk gepland voor het najaar van 2003.
Sinds 19 mei 2007 wordt John Doe in Nederland gedeeltelijk herhaald door RTL 5. In 2010 heeft RTL 5 alle afleveringen uitgezonden, iedere zondagnacht rond 00.00 uur.

## Verhaal
John Doe wordt naakt gevonden op een eiland. Hij heeft een ongelofelijke hoeveelheid kennis over allerlei zaken, maar weet niet wie hij is. In Seattle probeert hij een nieuw leven op te bouwen onder de naam John Doe en tegelijkertijd probeert hij zijn identiteit te ontdekken.

## Rolverdeling
| Acteur              | Personage      |
| ------------------- | -------------- |
| Dominic Purcell     | John Doe       |
| Jayne Brook         | Jamie Avery    |
| William Forsythe    | Digger         |
| Sprague Grayden     | Karen Kawalski |
| John Marshall Jones | Frank Hayes    |
| Rekha Sharma        | Stella         |